# Abdul Samad Rabiu
 (juin 2023).
Abdul Samad Isyaku Rabiu, né le 4 août 1960 à Kano (Nigeria), est un milliardaire nigérian.
En 2023, il est considéré par Forbes comme le 4e homme le plus riche d'Afrique. Il tire sa fortune du groupe BUA qu'il a créé, un conglomérat présent dans la production de ciment, l'immobilier et la production du sucre,.

## Biographie
Son grand-père est un prêtre coranique. Le fils de ce dernier, Isyaku Rabiu (en), père de Abdul Samad Rabiu, mène un double carrière de prêtre coranique et d'homme d'affaires : il fait d'abord le commerce de livres religieux, de bicyclettes et de machines à coudre ; plus tard il investit dans le textile, l'immobilier, la production de sucre.
Abdul fait des études à Capital University (en), une université privée à Columbus (Ohio). Lorsqu'il revient dans son pays natal à l'âge de 24 ans, son père est emprisonné par Muhammadu Buhari pour non-paiement de droits de douane sur l'importation de riz.
Abdul Samad Rabiu crée BUA International Limited in 1988 afin d'importer des produits de base : riz, huile, fer, acier, etc. Il obtient un contrat du gouvernement en 1990 pour importer des matières premières et exporter des produits finis. Il a ensuite fabriqué toutes sortes de produits semi-finis dans des usines.
En 2008, il étend ses activités au raffinage du sucre. En 2009, il prend la contrôle de Cement Company in Northern Nigeria devenue par la suite BUA Cement (en), qui devient le 2e producteur de ciment du Nigeria derrière Dangote Cement.

## Vie personnelle et activités philanthropiques
Il est marié avec trois enfants. Il a 42 frères et sœurs.
Il est connu pour sa vie simple, sans excès.
Il a de nombreuses activités philanthropiques à travers la Fondation BUA, notamment la construction d'un centre pédiatrique et d'un centre universitaire d'études islamiques.